# Kitajski nacionalni muzej svile
Kitajski nacionalni muzej svile (kitajsko: 中国丝绸博物馆) je muzej nacionalne ravni v Hangdžovu v provinci Džedžjang na Kitajskem.

## O muzeju
Kitajski nacionalni muzej svile v bližini Zahodnega jezera v Hangdžovu je eden prvih muzejev na nacionalni ravni na Kitajskem in največji muzej svile na svetu, ki se razprostira na 50.000 kvadratnih metrih površine in ima 8000 kvadratnih metrov stavbne površine. Odprl se je 26. februarja 1992 in bil v letih 2015–2016 temeljito prenovljen. Kot največji specializirani muzej tekstila na Kitajskem je glavni cilj raziskovanje in ohranjanje kitajskih tekstilnih relikvij. Leta 2010 je postal dom Kitajskega centra za identifikacijo in ohranjanje tekstila (ustanovljenega leta 2000).
Muzej ima več stalnih galerij, vključno z »Zgodba kitajske svile«, »Gojenje sviloprejk in obrt svile na Kitajskem«, »Galerijo za ohranjanje tekstila« in »Arhivskim centrom Šinjou«.
Kitajski nacionalni muzej svile je raziskovalni muzej, v katerem gostujejo številni profesorji in znanstveniki, med njimi profesor Claudio Zanier, Birgitte Samsøe Crawfurd, Suzanne Louise Campion Crawford, Nidaullah Sehrai, Fazal Dad Kaker in Sanjay Garg.
Festival kitajskih kostumov, imenovan tudi festival Hanfu, je letni dogodek, ki se odvija v muzeju. Vsako leto od leta 2018 festival predstavlja drugačno temo, ki temelji na določeni dinastiji v kitajski zgodovini. Leta 2019 je festival prejel nagrado Združenja kitajskih muzejev kot eden najbolj inovativnih na Kitajskem.

## Posebne razstave
Sledi izbor nedavnih razstav. Te zajemajo vrsto tem in prikazujejo muzejske lastne zbirke, posojene zbirke, muzejsko znanstveno in konservatorsko delo ter arheološke tekstilije.
- Slava na svili: francoski tekstil (od 1700 do danes) (oktober 2017 – december 2017)
- Zgodovinska skrivnost: zgodovinske skrivnosti ženskih oblačil (november 2017 – marec 2018)
- Svila in tradicija: Kitajska ter Srednja in Vzhodna Evropa, sodobna umetnost svile (september 2017)
- Garderoba družine Čjan: kostum, najden v grobnici Čjan Džanga (1486–1505) in njegove žene (september–november 2017)
- Novo znanje o starodavni poti: kulturna dediščina svilne poti, znanstveno-tehnološki dosežki (junij–oktober 2017)
- Zvok svile: kostumi, najdeni v grobnici Zhao Boyuna (1155–1216) (maj–september 2017)
- Kultura brokata in vezenja narodnosti Zhuang v Guangxiju (marec–junij 2017)
- Cvetenje: preteklost in sedanjost čipke (marec–maj) 2017)
- Preobrazba v metulja —— Modni pregled 2016 (december 2016 – februar 2017)
- Svet svile: Mednarodna razstava svilene umetnosti (september–december 2016)
- Svila s svilne poti: Izvor, prenos in izmenjava (september–oktober 2015)

## Tekstil svilne poti
Direktor muzeja, Džao Feng, je specialist za tekstil svilne poti in vodja nacionalnega raziskovalnega projekta o tekstilu iz Dunhuanga. Do sedaj so nastali trije zvezki: Tekstil iz Dunhuanga v zbirkah Združenega kraljestva, Tekstil iz Dunhuanga v francoskih zbirkah, in Tekstil iz Dunhuanga v ruskih zbirkah.
Leta 2015 je ustanovil Mednarodno združenje za preučevanje tekstila svilne poti (IASSRT) in bil njegov prvi predsednik, organiziral je prvo konferenco združenja v Hangdžovu leta 2016 in soorganiziral drugo konferenco združenja v Lyonu leta 2017.